# 阿萨尔 (黎巴嫩)
阿萨尔，是黎巴嫩贝卡省巴尔贝克市的一个城镇，距首都贝鲁特122公里。其名字来源于亚拉姆语，意思是“真主的宝座”。该镇坐落于黎巴嫩北部一系列山脉之上，海拔在1400-2000米之间，与叙利亚有50公里长的边境线。该镇约有居民3.5万人，其中大多数是支持叙利亚革命的逊尼派穆斯林，而其周边的贝卡谷地地区居住的则大多是支持叙利亚政府什叶派穆斯林。叙利亚内战爆发后，有超过5万名叙利亚难民涌入阿萨尔。 
由于阿萨尔镇支持叙利亚革命的立场，这里曾多次遭受叙利亚政府军的空袭和火箭弹袭击 。2013年12月30日，叙利亚战机再次轰炸阿萨尔，黎巴嫩军队动用防空火力予以还击，这是叙利亚内战爆发三年后， 黎巴嫩军队首次采取行动来阻止叙战机对其领空的侵犯  。 